# جزیره سانتیاگو
جزیره سانتیاگو (به انگلیسی: Santiago Island) یک جزیره در مجمع‌الجزایر گالاپاگوس است که با نام سان سالوادور (نخستین جزیره کشف شده در دریای کارائیب توسط کریستف کلمب) نیز شناخته می‌شود. این جزیره از دو آتشفشان تشکیل شده و دارای مساحت ۵۸۵ کیلومتر مربع است و بلندترین نقطه آن 907 متر می‌باشد. ایگوانای دریایی، شیر دریایی، لاک‌پشت زمینی، لاک‌پشت دریایی، فلامینگو، خرچنگ، دلفین، کوسه و دسته‌های بزرگ بز و خوک در این جزیره یافت می‌شود.